# William Spottiswoode

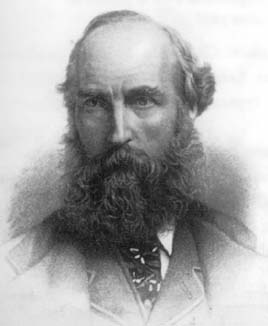
William Spottiswoode

William Spottiswoode (* 11. Januar 1825 in London; † 27. Juni 1883 ebenda) war ein englischer Mathematiker und Physiker.

## Leben
Spottiswoode war 1870 Präsident der London Mathematical Society und 1878 Präsident der Royal Society. 1876 wurde er als korrespondierendes Mitglied in die Académie des sciences aufgenommen. 1883 wurde er Ehrenmitglied (Honorary Fellow) der Royal Society of Edinburgh.

## Werke
- Elementary theorems relating to determinants. London: Longman, Brown, Green, and Longman, 1851.
- Polarisation of light. London: Macmillan, 1874.
- Die Mathematik in ihren Beziehungen zu den anderen Wissenschaften. Leipzig: Quandt & Haendel, 1879.